# Wolna miłość
Wolna miłość – ruch społeczny, który odrzuca małżeństwo, które jest postrzegane jako społeczna i finansowa niewola. Jego pierwotnym celem było odsunięcie rządu od spraw związanych z seksem, takich jak małżeństwo, kontrola urodzin czy cudzołóstwo. Według zwolenników wolnej miłości te sprawy dotyczą wyłącznie osób zaangażowanych. Prawa wolnej miłości i orgazmu dla kobiet domagała się w swoim programie wyborczym w 1872 roku Victoria Woodhull.